# Zach Kerr
Zachariah Kerr (* 29. srpna 1990 ve Virginia Beach, stát Virginie) je hráč amerického fotbalu nastupující na pozici Defensive enda za tým Indianapolis Colts v National Football League. Univerzitní fotbal hrál za University of Delaware, poté po Draftu NFL 2014 podepsal smlouvu jako volný nedraftovaný hráč s týmem Indianapolis Colts.

## Vysoká škola a univerzita
Kerr odehrál jednu sezónu za přípravku Fork Union Military Academy a poté přestoupil na Quince Orchard High School v Gaithersburgu. S místním týmem se v roce 2007 dostal až do národního finále a web Rivals.com ho ohodnotil jako 11. nejlepšího hráče státu Maryland. Kerr si následně vybral University of Maryland, kde které strávil pouhý rok a přestoupil na University of Delaware. V posledním ročníku pak zaznamenal 57 tacklů (5,5 pro ztrátu), 3,5 sacku, 4 zblokované přihrávky a 2 forced fumbly.

## Profesionální kariéra

### Draft NFL 2014
Kerr podepsal smlouvu s Indianapolis Colts po Draftu NFL 2014 jako volný hráč na pozici Defensive enda. Zde odehrál všechna čtyři přípravná utkání, debut absolvoval v prvním týdnu proti Denver Broncos a následně v sezóně 2014 nastoupil do dvanácti utkání. V nich si připsal 16 tacklů (5 asistovaných), 3 sacky, jednu zblokovanou přihrávku a jeden forced fumble. Od začátku ročníku 2015 se stal startujícím pravým Defensive endem.